# Шустов, Борис Михайлович
Бори́с Миха́йлович Шу́стов (род. 10 января 1947, Советск, Кировская область) — советский и российский астроном, академик РАН (2025; член-корреспондент с 2006), научный руководитель Института астрономии РАН, лауреат премии имени А. А. Белопольского.

## Биография
Родился 10 января 1947 года в г. Советске Кировской области.
В 1964 г. окончил школу № 130 Свердловска и поступил на отделение астрономо-геодезии физического факультета УрГУ.
С 1969 по 1971 годы — аспирантура Астрономического совета АН СССР (с 1990 г. — Институт астрономии РАН). С 1971 г. работал там же на должностях руководителя группы программного обеспечения, младшего научного сотрудника, ученого секретаря.
С 1991 по 2003 годы — заместитель директора по научной работе Института астрономии РАН, с 2003 по 2016 годы — директор, а затем — научный руководитель этого института.

### Научная деятельность
Специалист в области астрофизики, внеатмосферной астрономии и физики малых тел Солнечной системы.
В 1979 г. защитил кандидатскую диссертацию, а в 1991 г. — докторскую; по специальности 01.03.02 (астрофизика, радиоастрономия).
В 2005 г. присвоено учёное звание профессора, в 2006 г. избран член-корреспондентом РАН по направлению «астрономия».
Автор более 300 научных работ, в том числе четырех монографий. Соавтор пяти патентов на изобретения. Под его научным руководством защищено 9 кандидатских и 3 докторские диссертации.
В 1970-х и 1980-х годах Б.М.Шустов в сотрудничестве с А.В. Тутуковым развил  теорию взаимодействия звезд с околозвездным веществом на различных эволюционных стадиях (на ранних стадиях - газопылевые коконы молодых звезд, на поздних стадиях – планетарные туманности, пылевые оболочки вокруг пекулярных звезд, оболочки сверхновых, а также крупномасштабные образования – сверхоболочки). Начиная с середины 1990-х совместно с Д.З. Вибе и В.И. Шематовичем создал новое направление в теории образования звезд – теорию химико-динамической эволюции протозвезд. Развивал положения согласованной теории химико-динамической эволюции галактик и межгалактической среды.
Руководит работами по формированию научной программы и созданию комплекса научной аппаратуры в международном проекте «Спектр-УФ» — одном из ключевых проектов Федеральной космической программы России на период 2016—2025 гг.

### Общественная деятельность
С 2011 года является председателем Экспертной рабочей группы по космическим угрозам при Совете РАН по космосу, координирует научные исследования и работы по подготовке соответствующей Федеральной целевой научно-технической программы.
Председатель Экспертного совета Отделения физических наук РАН по направлению "астрономия, космические исследования".
Член Комплексного научно-технического совета Роскосмоса. Член Общественного совета Роскосмоса.
Член ряда научных советов и редколлегий международных и отечественных журналов по астрономии.В 1993-2000 гг. был вице-президентом Европейского астрономического общества, в 2015-2021 гг.  вице-президентом Международного астрономического союза.
Ведет большую работу по подготовке научных кадров, является организатором ежегодных Всероссийских зимних студенческих астрономических школ-конференций "Физика космоса", проводимых на базе УрФУ.  

## Награды
- Орден «Знак Почёта» (1986) за вклад в фундаментальную космическую науку[1];
- Премия имени А. А. Белопольского (совместно с Д. З. Вибе, В. И. Шематовичем, за 2005 год) — за цикл работ «Теория самых ранних стадий образования звёзд»;
- Заслуженный деятель науки Российской Федерации (2006);
- Орден Дружбы (2012) за укрепление международного научного сотрудничества[1];
- Орден Александра Невского (5 февраля 2024 года) — за большой вклад в развитие отечественной науки, многолетнюю плодотворную деятельность и в связи с 300-летием со дня основания Российской академии наук[2].